# Sten Rynning
Sten Rynning (født 15. juni 1967 i Odense) er en dansk politolog og professor i statskundskab, der siden 2023 har været direktør for Syddansk Universitets tværfaglige eliteforskningscenter, Danish Institute for Advanced Study.
Tidligere var han leder af Center for War Studies (CWS), som han grundlagde i 2011. 2019-2022 var han både prodekan for forskning og konstitueret dekan på Det Samfundsvidenskabelige Fakultet.

## Baggrund
Sten Rynning er uddannet cand.scient.pol. ved Aarhus Universitet i 1994. Rynning modtog i 1999 sin PhD-grad i Internationale Studier ved University of South Carolina i USA. Siden 2002 har Rynning været lektor på Syddansk Universitet. 
Sten Rynning er kendt som hyppigt anvendt ekspert i mange danske medier, hvor han blandt andet har været brug som ekspert i forbindelse med NATO-spørgsmål og i forbindelse med krigen i Libyen i 2011. 
Hans forskning har primært koncentreret sig om europæisk og fransk udenrigspolitik. Rynning har også for nylig gennemført forskningsprojekter angående NATOs rolle i krigen i Afghanistan. 
Han blev i 2021 tildelt Ridderkorset.